# 1-癸烯
1-癸烯是一种有机化合物，化学式为C10H20，它是癸烯的同分异构体之一。它和氢气在催化剂存在下反应，可以得到正癸烷。它在二甲基甲酰胺中，在四氧化锇催化下，它可以被过一硫酸氢钾氧化为癸酸。